# ليا كيرشان
ليا كيرشان، ممثلة تركية، ولدت في 23 مايو 2008 في إسطنبول في تركيا، اشتهرت بأدوارها في المسلسل التلفزيوني اسكندر العاصف وتوزكوباران والمؤسس عثمان .

## حياتها
ولدت ليا في 23 مايو 2008 في إسطنبول . بدأت التمثيل في المسلسلات التلفزيونية من خلال تصوير شخصية إيجام في المسلسل التلفزيوني حياة يولندا الذي صدر عام 2014. وفي عام 2015 لعبت دور مارال إرديم وهي بدور طفلة في المسلسل التلفزيوني مارال وفي المسلسل التلفزيوني العودة الى المنزل صدر عام 2015 بشخصية إليف وفي المسلسل التلفزيوني الأسطورة عام 2017 بدور زينب أكسوي، ولعبت شخصية السلطانة شادية في المسلسل التلفزيوني التاريخي عاصمة عبد الحميد الذي صدر عام 2017. ولعبت دور الشخصية الرئيسية إليف في المسلسل التلفزيوني توزكوباران في عام 2018.

ليا كيرشان بدور فاطمة خاتون

## أعمالها
| التلفزيون | التلفزيون           | التلفزيون                  | التلفزيون    | التلفزيون  |
| سنة       | عنوان               | دور                        | ملحوظات      | قناة       |
| --------- | ------------------- | -------------------------- | ------------ | ---------- |
| 2014-2015 | حياة يولندا         | إيجام                      | ممثلة داعمة  | كانال دي   |
| 2015      | مارال               | مارال إرديم (طفلة)         | ممثلة داعمة  | تي في 8    |
| 2015-2016 | العودة الى المنزل   | إليف                       | ممثلة داعمة  | أي تي في   |
| 2017      | الأسطورة            | زينب أكسوي                 | ممثلة داعمة  | كانال دي   |
| 2017-2018 | عاصمة عبد الحميد    | السلطانة شادية             | ممثلة داعمة  | تي أر تي 1 |
| 2018-2020 | توزكوباران          | إليف                       | ممثلة رئيسية | تي أر تي 1 |
| 2021-2022 | اسكندر العاصف       | إليف                       | ممثلة رئيسية | تي أر تي 1 |
| 2023-الآن | المؤسس عثمان        | فاطمة خاتون (شخصية خيالية) | ممثلة داعمة  | أي تي في   |
| إنترنت    |                     |                            |              |            |
| سنة       | عنوان               | دور                        | ملحوظات      | منصة       |
| 2023      | اسكندر العاصف: الظل | إليف                       | ممثلة رئيسية | منصة تابي  |

## روابط خارجية
- ليا كيرشان علي IMDb
- قناة ليا كيرشان الرسمية علي يوتيوب
- ليا كيرشان علي موقع SinemaTürk
- ليا كيرشان علي موقع Sinemalar
- ليا كيرشان علي إنستغرام